# Avena brevis
Avena brevis — вид квіткових рослин родини злакових (Poaceae). Ареал: Європа (Австрія, Бельгія, Чехія, Франція, Німеччина, Угорщина, Італія, Нідерланди, Польща, Португалія, Іспанія); інтродукція: Азорські острови, Канарські острови, Мадейра, Велика Британія, Швеція.

## Біоморфологічна характеристика
Однорічна рослина заввишки від 50 см до 1 м, прямовисна, гола, з мочкуватим коренем. Листя плоске, з коротким усіченим язичком. Волоть розріджена, майже однобока. Колосочки ≈ 12 мм завдовжки, з 2 нерозчленованими квітками. Колоскові луски рівні квіткам, овально-ланцетні, з 7–9 жилками. Цвітіння: червень — серпень.